# 安溪镇 (重庆市)
安溪镇，是中华人民共和国重庆市铜梁区下辖的一个乡镇级行政单位。

## 行政区划
安溪镇下辖以下地区：
顺河社区、金滩村、安康村、龙峰村和谭洪村。